# Annona warmingiana
Annona warmingiana este o specie de plante angiosperme din genul Annona, familia Annonaceae, descrisă de Mello-silva și Pirani. Conform Catalogue of Life specia Annona warmingiana nu are subspecii cunoscute.